# بخش زرین‌دشت
بخش زرین‌دشت یکی از بخش‌های تابعه شهرستان نهاوند در استان همدان واقع در غرب ایران است.

## مردم
مردم این بخش لر هستند و به زبان لری سخن می‌گویند.

## تقسیمات کشوری
- بخش
  - دهستان فضل
  - دهستان گرین

نقاط شهری برزول

## جمعیت
بنابر سرشماری مرکز آمار ایران، جمعیت بخش زرین دشت شهرستان نهاوند در سال ۱۳۸۵ برابر با ۱۴۴۳۷ نفر بوده‌است.